# Ingefära
Ingefära (Zingiber officinale) är namnet på en flerårig tropisk ört inom familjen ingefärsväxter (Zingiberaceae). Den grova och knöliga rotstocken ingefära-rhizom används som krydda i särskilt det asiatiska köket eller som medicinalväxt. Den farmaceutiska beteckningen för ingefära-rhizom är Zingiberis rhizoma.

## Beskrivning

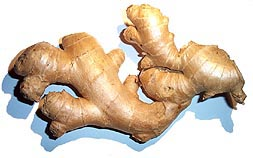
Ingefärans rotstock som bland annat används som krydda.

Ingefäran blir allt från 50 till över 150 cm hög, med blad och blommor på skilda skott. Det blommande skottet är 15–20 cm högt och bär ett 20-tal gulgröna och purpurfärgade blommor. Hela växten doftar. Den några centimeter tjocka rotstocken lägger sig horisontellt nära jordytan.

## Historia
Ingefäran räknas till de äldsta kryddorna och medicinalväxterna. I Kina odlades den och kom till användning redan för 3000 år sedan.
Man antar att ingefäran från början växte vilt i södra Kina, men den hade redan under antiken spridits till stora delar av Asien och Afrika. Idag odlas den i alla tropiska regioner och återfinns knappt vilt någonstans. Man har hittat ett tjugotal arter av vild ingefära på Borneo de senaste åren.

## Egenskaper
Ingefärans doft är aromatisk och smaken brännande skarp och kryddig. Väsentliga beståndsdelar är eteriska oljor, hartssyror och naturligt harts. Vidare innehåller den shogaols och gingerol, en skarp aromatisk substans som ger den dess skarpa smak. Hittills har sex skarpämnen identifierats i ingefära. Andra ämnen med strukturer som liknar skarpämnen är 6-,8-,10-Gingerol och 6-,8-,10-Shogaol. 6-Shogaol är en avfallsprodukt av 6-Gingerol. Förutom det innehåller ingefärans rotstock bland annat även borneol, cineol och vitamin C, magnesium, järn, kalcium, kalium, natrium och fosfor.

## Användning
| En man i Ghana arbetar med massan till ingefärakolor, bland annat för att få fram önskad färg. |  | Paketering av de färdiga kolorna i plastpåsar. |
| En man i Ghana arbetar med massan till ingefärakolor, bland annat för att få fram önskad färg. |  | Paketering av de färdiga kolorna i plastpåsar. |

Ingefära räknas såväl som torkad och som malen till en av de mest kända köksörterna. Det är främst rotstocken som kommer till användning och där som de flesta näringsämnena befinner sig, men i vissa kulturer används även bladen till matlagning.
Man kan t.ex. riva en bit av rotstocken på rivjärn och lägga det (strax efter tillagning eller stekning) i soppor eller i kycklingrätter. Den passar bra ihop med fågel, lamm, fisk och skaldjur. Den kan serveras rent eller i olika blandningar (curry, chutneys, sylt, såser) som en krydda. Pepparkakor, rispudding, fruktsallad, te och fruktiga kalla rätter kan man också smaksätta med mald ingefära. Ginger ale är smaksatt med ingefära. Inlagd ingefära som ätes till sushi benämns på svenska med sitt japanska namn gari.
I kinesisk kultur skiljer man mellan "gammal ingefära" (som går att köpa färsk i Sverige) som är bra till matlagning och "ung ingefära" som används i inläggningar. I kinesiska hem förvaras ingefära ofta i sand för att den inte ska torka.

## Användning som naturläkemedel
I traditionell kinesisk medicin och indisk medicin (Ayurveda) används ingefära som medicinalväxt. I båda regionerna har den sannolikt odlats och använts i tusentals år. Ingefära används vid förkylningar, ledvärk, illamående och huvudvärk.
Inom medicinsk forskning har man studerat användningen av ingefära som läkemedel mot illamående och kräkningar. En liten översiktsstudie från 2006 tydde på en viss effekt mot illamående och kräkningar efter kirurgiska ingrepp. I två Cochrane-översikter publicerade 2015 och 2016 konstaterade man att ingefärsextrakt möjligen kunde ha en effekt mot graviditetsillamående, men att det fanns otillräckligt med data om eventuell nytta mot specifikt hyperemesis gravidarum.

## Synonymer
- Amomum zingiber L., 1753
- Zingiber sichuanense Z.Y.Zhu, S.L.Zhang & S.X.Chen, 1987